# Sua Maestà il Re Umberto e Sua Maestà la Regina Margherita a passeggio per il parco a Monza
Sua Maestà il Re Umberto e Sua Maestà la Regina Margherita a passeggio per il parco a Monza è un film del 1896 di Vittorio Calcina, è stata la prima pellicola italiana esistente. Creduta per molto tempo perduta, è stata ritrovata dalla Cineteca Nazionale nel 1979.

## Trama
La pellicola filma i regnanti d'Italia, Umberto I di Savoia e Margherita di Savoia a passeggio nel Parco di Monza.